# 성인 만화

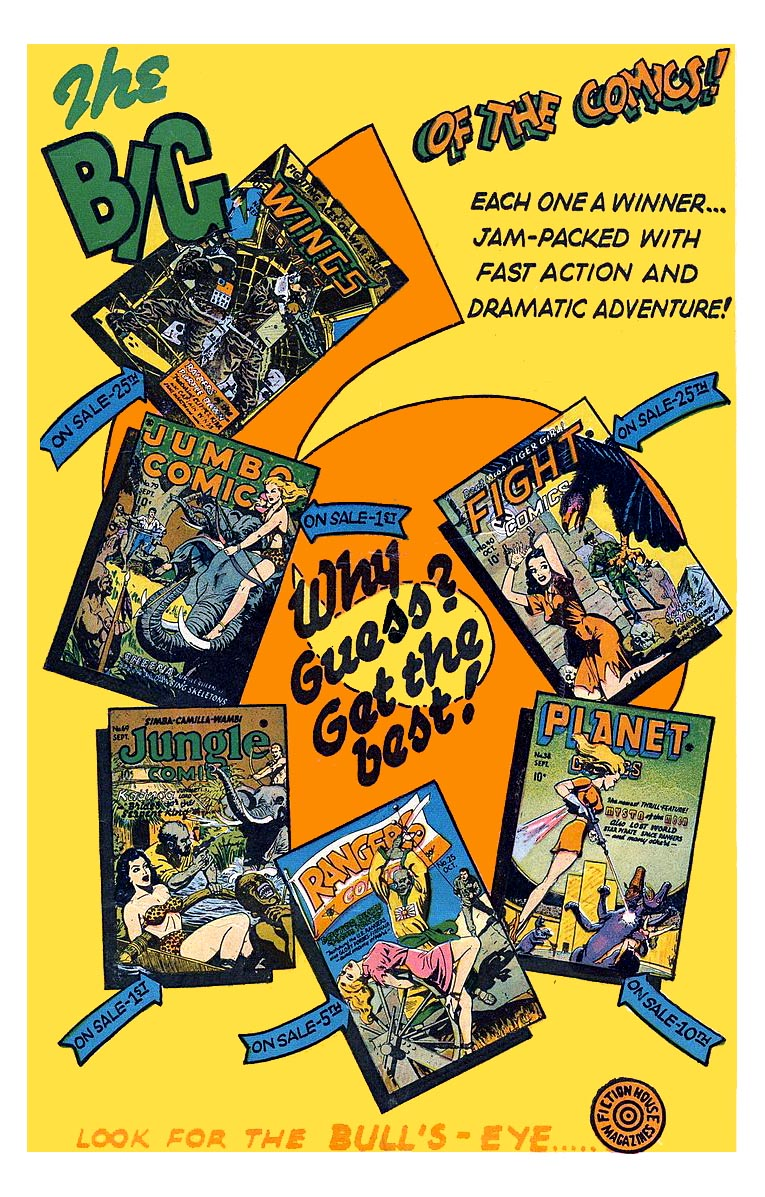

성인 만화(成人漫画)는 일반적으로 주로 성인(또는 성숙한) 독자를 대상으로 판매되는 만화책, 만화 잡지, 연재 만화 또는 그래픽 소설을 의미한다. 이유는 저속함, 도덕적으로 의심스러운 행동, 불안한 이미지, 성적으로 노골적인 자료 등 주제적으로 어린이에게 부적절하다고 간주될 수 있는 자료가 포함되어 있기 때문일 수 있다.
성인 만화는 16세 이상의 시청자를 대상으로 하는 것으로 정의할 수 있다.

## 같이 보기
- 성인 비디오
- E-Hentai